# Chaibasa
Chaibasa là một thành phố và là một đô thị ở quận Pashchimi Singhbhum ở bang Jharkhand, Ấn Độ.

## Địa lý
Chaibasa có tọa độ 22°34′B 85°49′Đ / 22,57°B 85,82°Đ. Nó có độ cao trung bình 222 mét (728 foot).

## Dân số
Theo cuộc điều tra dân số năm 2001 của Ấn Độ,India Chaibasa có một dân số 63.615 người. Nam giới chiếm 53% dân số và nữ giới chiếm 47% dân số. Chaibasa có một tỷ lệ biết chữ là 74%, cao hơn mức trung bình của quốc gia là 59,5%; với 79% đàn ông biết chữ và 68% phụ nữ biết chữ. 12% dân số dưới 6 tuổi.